# 보은 법주사 쌍사자 석등
보은 법주사 쌍사자 석등(報恩 法住寺 雙獅子 石燈)은 충청북도 보은군 속리산 법주사 경내에 있는 석등이다. 1962년 12월 20일 대한민국의 국보 제5호로 지정되었습니다.

이 석등은 신라 성덕왕 19년(720년)에 건립한 것으로 확인된다. 쌍사자가 마주 보고 서서 앞발로 중대(中臺)를 받들고 뒷발 밑에 연화좌가 있다. 중대의 둘레에 이중으로 연판(蓮瓣)을 새겼고 화대(火袋)를 팔각으로 하며 위에는 개석을 덮었으며 그 위에 보주(寶珠)가 있다. 경남 합천의 영암사지 쌍사자 석등, 국립광주박물관 소장 광양 중흥산성 쌍사자 석등과 함께 신라시대의 3대 석등으로 일컬어진다. 높이는 3.3m이다.

## 개요
법주사 대웅전과 팔상전 사이에 있는 통일신라시대의 석등으로, 사자를 조각한 석조물 가운데 가장 오래되었으며 매우 독특한 형태를 하고 있다. 
넓다란 8각의 바닥돌 위에 올려진 사자 조각은 두 마리가 서로 가슴을 맞대고 뒷발로 아래돌을 디디고 서서 앞발과 주둥이로는 윗돌을 받치고 있는 모습이다. 아랫돌과 윗돌에는 각각 연꽃을 새겨 두었는데, 윗돌에 두 줄로 돌려진 연꽃무늬는 옛스러운 멋을 풍기며, 현재 남아있는 사자조각들 가운데 가장 뛰어나 머리의 갈기, 다리와 몸의 근육까지도 사실적으로 표현하였다. 
불을 밝혀두는 화사석(火舍石)은 8각으로 높직하며, 네 곳에 창을 내어 불빛이 새어나오도록 하였다. 지붕돌은 처마밑이 수평을 이루다가 여덟 귀퉁이에서 위로 살짝 들려 있는데, 꾸밈을 두지 않아서인지 소박하고 안정되어 보인다.
석등을 세운 시기는 성덕왕 19년(720)으로 추측되며, 조금 큰 듯한 지붕돌이 넓적한 바닥돌과 알맞은 비례를 이루어 장중한 품격이 넘친다. 통일신라의 석등이 8각 기둥을 주로 사용하던 것에 비해 두 마리의 사자가 이를 대신하고 있어 당시로서는 상당히 획기적인 시도였을 것으로 보이며, 통일신라는 물론 후대에 가서도 이를 모방하는 작품이 나타났다. 같은 절 안에 있는 보은 법주사 사천왕 석등(보물 제15호)과 함께 통일신라 석등을 대표하는 작품이라 할 수 있다.

## 같이 보기
- 법주사
- 법주사 팔상전
- 법주사 석연지
- 중원 고구려비

## 참고 자료
- 보은 법주사 쌍사자 석등 - 국가유산청 국가유산포털
- 법주사 쌍사석등 - 쇼와(昭和) 13년도 복명서 > 충청북도, 충청남도 소재 보물조사 복명서